# Чемпіонат Німеччини з хокею 1924
Чемпіонат Німеччини з хокею 1924 — 8-й регулярний чемпіонат Німеччини з хокею, чемпіоном став клуб СК Берлін.
Право брати участь у чемпіонаті отримали всі аматорські команди Німецького Союзу ковзанярів (DEV), але не більше двох команд з одного міста або району. Матчі чемпіонату проходили на початку лютого 1924 року у місті Обергоф. Клуб СК Ріссерзеє кваліфікувався у чемпіонаті через чемпіонат Баварії, СК Шарлоттенбург відмовився від участі провівши товариські матчі. Таким чином чемпіон Німеччини визначився в одному матчі.

## Фінал
- СК Берлін — СК Ріссерзеє 6:2

## Склад чемпіонів
Склад СК Берлін: Герман Андерсен, Вальтер Закс, Альфред Штайнке, Тайтке, Макс Гольцбоер, Нільс Моландер, Вернер Крюгер, Решке, Байнке, Біргер Холмквіст, Густаф Юганссон.

## Товариські матчі
У товариських матчах після чемпіонату СК Шарлоттенбург виграв у СК Ріссерзеє 4:2. Днем раніше, СК Берлін обіграв СК Шарлоттенбург 6:5. У літературі ці ігри іноді враховуються в чемпіонаті, а СК Шарлоттенбург вказується як клуб, що зайняв друге місце.